# Veduta del bacino di San Marco dalla punta della Dogana
La Veduta del bacino di San Marco dalla punta della Dogana è un dipinto del pittore veneziano Canaletto realizzato nel 1740-1745 e conservato nelle Pinacoteca di Brera a Milano.

## Descrizione
Il dipinto raffigura il bacino di San Marco dalla punta della Dogana, insieme con la Veduta del Canal Grande verso la punta della Dogana da campo Sant'Ivo anch'esso conservato alla Pinacoteca di Brera, compongono una coppia di vedute veneziane che conduce un periodo maturo del lavoro di Canaletto, e furono dipinti poco prima che l'artista si trasferisse a Londra.
A differenza dei suoi lavori precedenti, la tavolozza dell'artista è diventata più luminosa, la pennellata è diventata più chiara, l'uso evidente dell'illuminazione di mezzogiorno; un numero molto più grande di personaggi ha iniziato ad apparire, animando l'immagine. Per tutto il XVIII secolo, la Repubblica di Venezia perse la sua posizione e già alla fine del secolo cadde in rovina. Tuttavia, l'artista raffigura la grandezza della città, ricreando la sua atmosfera e bellezza.